# Diana Adamyan
Diana Adamyan (Erevan, 7 marzo 2000) è una violinista armena.

## Biografia
Nata in una famiglia di musicisti, dopo gli studi al Conservatorio di Erevan ottiene una borsa di studio per perfezionarsi al Deutsche Stiftung Musikleben di Amburgo.
Nel 2018 vinse il primo premio al Concorso Menuhin e nel 2020 il primo premio al Concorso Kachaturian
Dopo aver vinto il premio Menuhin con un violino del liutaio Urs Mächler del 1990, attualmente suona un Gagliano del 1760, in prestito dalla Henri Moerel Foundation.